# Джюндюбейоглу, Эбру
Эбру́ Джюндюбейоглу́ (тур. Ebru Cündübeyoğlu; род. 10 сентября 1974, Хайльбронн) — турецкая актриса

 театра, кино и телевидения, телеведущая, писательница, поэтесса, певица

 и автор песен.

## Ранние годы
Эбру Джюндюбейоглу родилась 10 сентября 1974 года в Хайльбронне (земля Баден-Вюртемберг, Германия), став единственным ребёнком в семье дантиста Эртугрула Джюндюбейоглу (ум. в 2022 году) и Хюльи Джюндюбейоглу, занявшей четвёртое место в конкурсе красоты «Мисс Турция» в 1970 году. Она получила среднее образование в Стамбуле и Адапазаре, и высшее экономическое образование в Университете Бурсы Улудаг.

## Карьера
В 1993 году Джюндюбейоглу участвовала в турецком конкурсе красоты. С 1993 по 1997 год она вела и занималась производством развлекательных программ. Её дебютной программой стала «Bir Başka Gece» (рус. «Ещё одна ночь»), которая транслировалась на TRT, а в 20-летнем возрасте она получила признание, представив аудитории развлекательную программу «Sabah Şekerleri» (рус. «Утренние конфеты»), которая транслировалась в прямом эфире каждый будний день.
В 1997 году Джюндюбейоглу дебютировала как телевизионная актриса, сыграв в телесериале «Моя роза», а в 1999 году сыграла роль Михрибан в комедии «Особняк Фехим-паши», поставленной Культурным центром Садри Алышыка. В последующие годы она появилась более чем в тридцати театральных постановках, фильмах и телесериалах.
В 2000-е годы Джюндюбейоглу начала писать стихи и опубликовала свой первый сборник стихов «Aşılı Kolum» (рус. «Моя пересаженная рука») в 2005 году. В своих стихах она затрагивает темы тоски по детству, любви, разлуки, старения и быстротечности жизни. В 2019 году был опубликован её первый роман «Ferda» (рус. «Ферда»), в котором рассказывается история писательницы, страдающей болезнью Альцгеймера.
В 2013 году Джюндюбейоглу выпустила музыкальный альбом «Sevdiğim Şarkılar» (рус. «Мои любимые песни»), в который вошла песня собственного сочинения «Neyledin Yar» (рус. «Маленький Нейледин»). В последующие годы она выпустила синглы «Dertlerimi Zincir Yaptım» (рус. «Я приковала свои проблемы») и «Kalbimin Efendisi» (рус. «Господь моего сердца»).

## Личная жизнь
С 2003 по 2022 год Джюндюбейоглу была замужем за радиопрограммистом Мертом Гючлю Мете. У бывших супругов есть дочь — Дуру Мете (род. 7 сентября 2005 года в Стамбуле).
Когда Джюндюбейоглу было 40 лет, она поняла, что у неё дислексия. Она занималась повышением осведомлённости общественности о болезни и неспособности к обучению, выступая с докладами и рассказывая свою собственную историю.

## Театральные роли
- 1999 — «Особняк Фехим-паши» / Fehim Paşa Konağı (роль Михрибан, Культурный центр Садри Алышыка[тур.])
- «Дели» / Deliler
- «Королёк — птичка певчая» / Çalıkuşu
- «Мещанин во дворянстве» / Kibarlık Budalası
- «Кто умер из-за лжи» / Yalandan Kim Ölmüş
- «Пропавшие в Йонкерсе» / Müziksiz Evin Konukları
- «Пока смерть не разлучит нас» / Ölü'n Bizi Ayırana Dek

## Фильмография
| Год       |   | Русское название                        | Оригинальное название      | Роль                 |
| --------- | - | --------------------------------------- | -------------------------- | -------------------- |
| 1997      | с | Моя роза                                | Gülüm                      |                      |
| 1999—2002 | с | Сумасшедшее сердце                      | Deli Yürek                 | Айшегюль             |
| 2002—2003 | с | Мой тренер                              | Koçum Benim                | Дениз Ходжа          |
| 2003      | с | Чынаралты                               | Çınaraltı                  | Аслы                 |
| 2004      | с | Плечом к плечу                          | Omuz Omuza                 | Севилай Шен          |
| 2006      | с | Босс под прикрытием                     | Gizli Patron               |                      |
| 2007      | с | Школа славы                             | Şöhret Okulu               |                      |
| 2007—2008 | с | Северный ветер                          | Kuzey Rüzgârı              | Мукаддер             |
| 2008—2010 | с | Лживый романтик                         | Yalancı Romantik           | Ипек Гёкова          |
| 2011      | с | Моё сердце выбрало тебя                 | Kalbim Seni Seçti          | Хандан               |
| 2011—2013 | с | Европа, Европа                          | Avrupa Avrupa              | Гюльбахар Копаран    |
| 2012      | с | Ложный мир                              | Yalan Dünya                |                      |
| 2013      | ф | Секрет медальона Хититьи                | Hititya: Madalyonun Sırrı  | Асья                 |
| 2014      | с | Галип Дервиш                            | Galip Derviş               | Пелин Озтюрк         |
| 2015      | ф | Говори, как твой муж                    | Kocan Kadar Konuş          | Нур                  |
| 2015      | ф | Таинственная мелодия                    | Mu Tiya Mu                 | Асья                 |
| 2015—2016 | с | Замужние и разгневанные                 | Evli ve Öfkeli             | Серай                |
| 2016      | ф | Говори, как твой муж 2                  | Kocan Kadar Konuş: Diriliş | Нур                  |
| 2018      | с | Гюлизар                                 | Gülizar                    | Сузан                |
| 2021      | с | Дом, в котором ты родился — твоя судьба | Doğduğun Ev Kaderindir     | Озлем Тунахан Пойраз |
| 2022      | с | Красивее, чем ты                        | Senden Daha Güze           | Первин Сойлу         |
| 2022      | ф | Танцы с шакалами 6                      | Çakallarla Dans 6          | Манолья              |
| 2022      | ф | Под бледными деревьями                  | Solgun Ağaçlar Altında     |                      |
| 2023      | с | Позолоченная клетка                     | Altın Kafes                | Налан                |